# 京通铁路
- 關於1970年代前名为京通铁路的铁路线路，請見「通州支线」。

京通铁路自京包铁路的昌平站至内蒙古通辽，全长804公里，1972年10月开工，1977年12月通车，1980年5月交付运营。是沟通关内外的第三条铁路干线。

## 历史

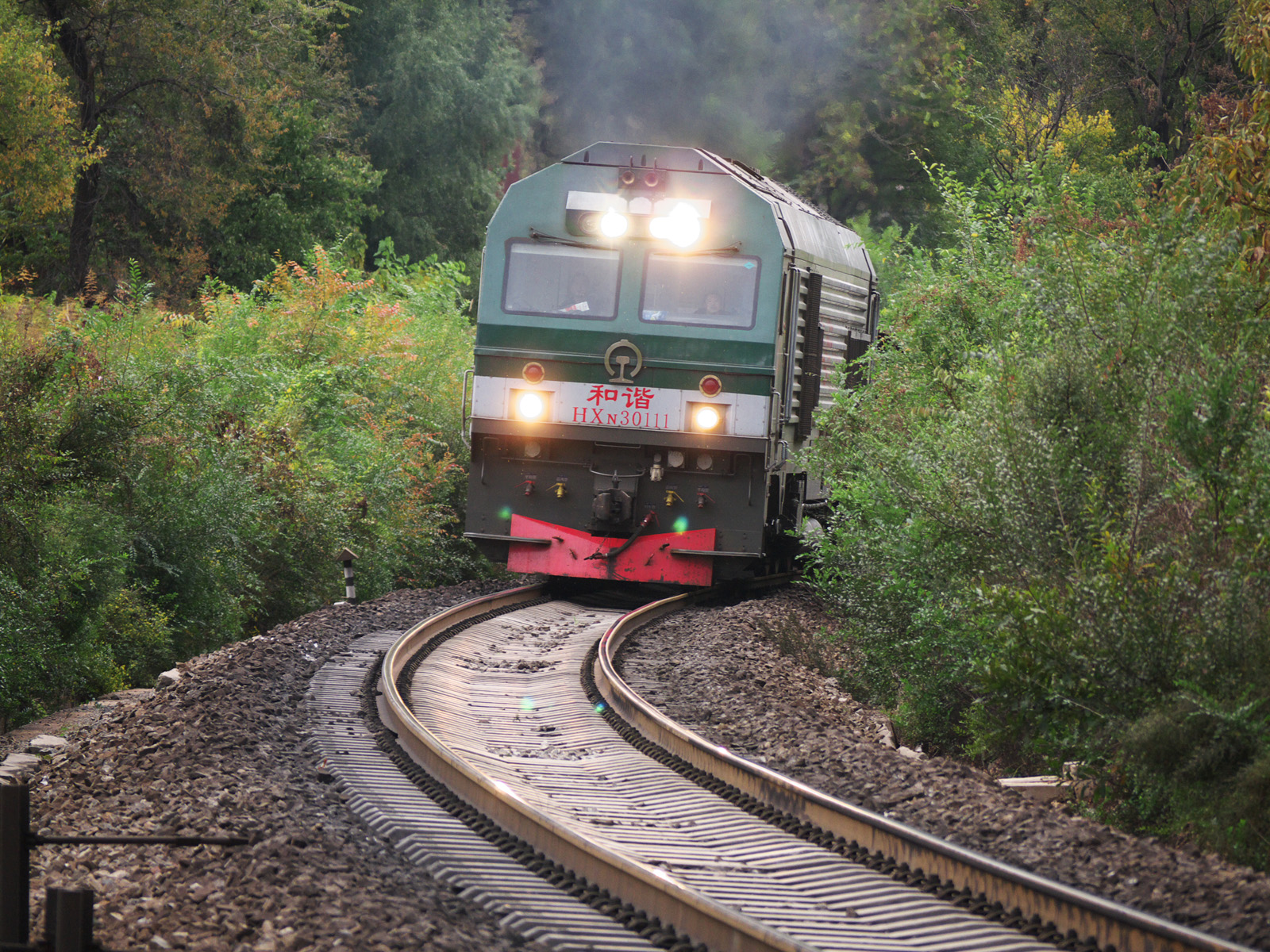
配属怀柔北机务段的和谐3型内燃机车第0111号牵引货物列车驶出电气化前的京通线怀柔北站

铁三院1966年2月开始研究京包线康庄站至大郑线通辽站的铁路线，1968年提出沙河经隆化、赤峰、奈曼至通辽的南线方案，1970年又提出沙城经黑峪口、隆化、乌丹、开鲁至通辽的北线方案:74。1971年，国家建委在调查上述方案后提出南线方案工程量较小，可缩短运输径路，该方案遂于1972年获国务院批复，工程名为“沙通线”，由中国人民解放军铁道兵承担施工任务，全线站前工程（即路基、桥涵、隧道、站场、铺架等）施工设计于1975年完成，站后工程则于1976年设计完毕:74。

## 改造

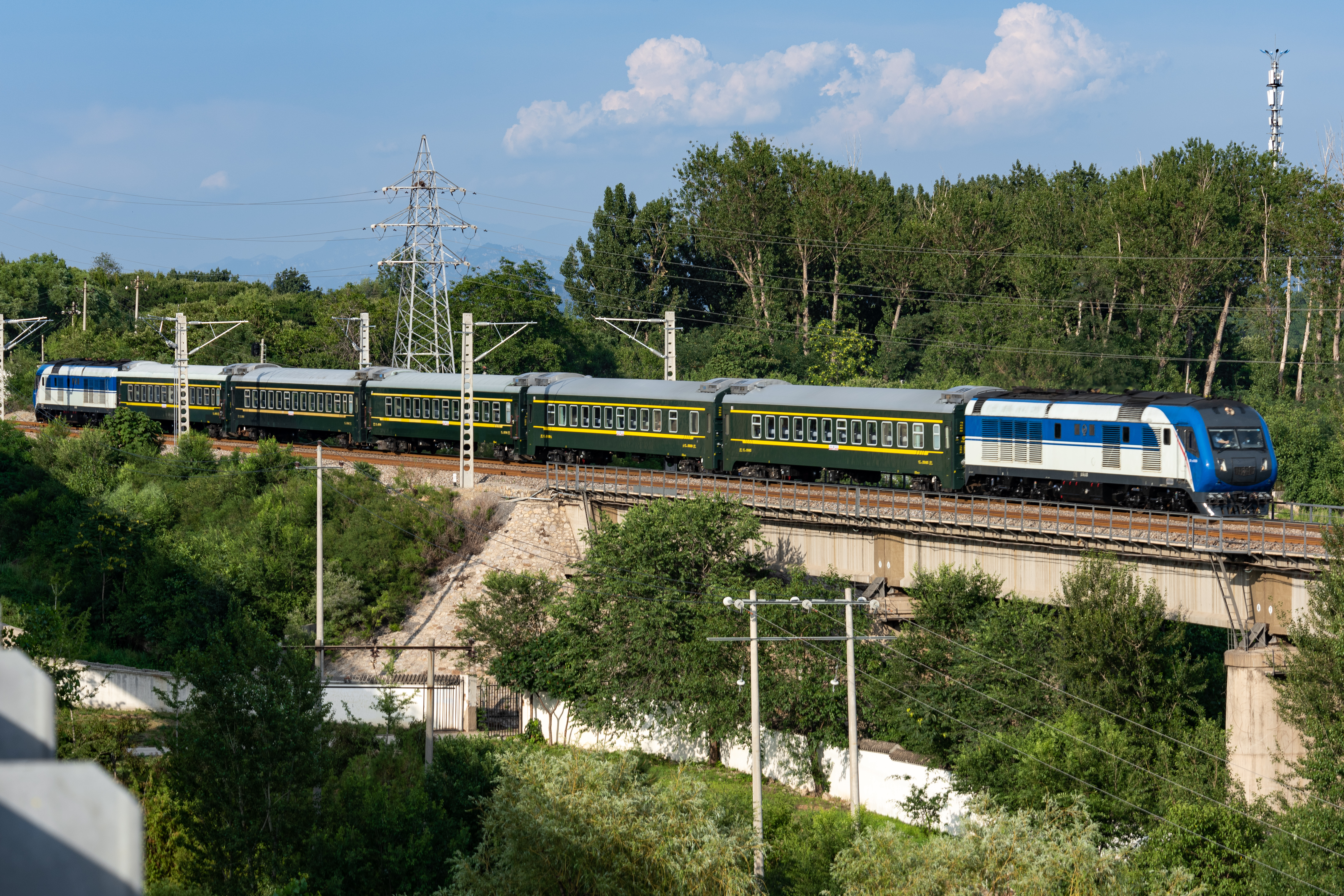
北京市郊铁路通密线支线列车驶经正在电气化改造的京通线怀柔北-雁栖湖区间

2016年7月，国家发展改革委、交通运输部、中国铁路总公司印发了《中长期铁路网规划》，其普速铁路网规划中包括了本线扩能改造工程。本线扩能改造以既有线路电气化为主，由各铁路局按省份分段实施。按开工顺序先后为沈阳局内蒙古段（通辽 - 朝阳地）由中铁二十二局（负责赤峰段）及中铁九局（负责通辽段）建设，2015年12月开工；北京局京冀段（昌平 - 隆化）由中铁六局（负责北京段）及中铁十七局（负责承德段）建设，于2019年4月2日开工，沈阳局河北段（隆化 - 朝阳地）由中铁电气化局负责建设，于2020年4月9日开工。其中内蒙古通辽至赤峰南段电气化改造工程于2019年12月31日竣工；北京昌平至古北口段于2020年9月30日竣工；河北流水沟至隆化段计划2022年1月竣工，实际于2024年12月31日竣工；河北隆化至朝阳地段计划2022年10月竣工。

## 与其它铁路线的连接
- 昌平站：京包铁路、京包客专京张段、双沙铁路。
- 雁栖湖站（原范各庄站）：京承铁路、怀范联络线。
- 虎什哈站：虎丰铁路
- 张百湾站：张双铁路
- 隆化站：承隆铁路。
- 赤峰站：赤大白铁路。
- 赤峰东站：叶赤铁路。
- 通辽西站：大郑铁路、通辽南线、北西联络线。
- 通辽站：通霍铁路、集通铁路、通让铁路、大郑铁路。